# Championnat d'Afrique masculin de basket-ball
Le Championnat d'Afrique masculin de basket-ball (AfroBasket) est la compétition opposant les sélections nationales des différents pays africains. Elle a lieu tous les quatre ans (tous les deux ans avant 2017) et est organisée par la FIBA Afrique.
En plus de l'attribution du titre de Champion d'Afrique pour le vainqueur, le Championnat d'Afrique sert généralement également de qualification soit pour les Jeux olympiques, soit pour les Championnats du Monde.

## Palmarès

### Par édition
| Édition | Lieu                               | Or            | Argent        | Bronze       |
| ------- | ---------------------------------- | ------------- | ------------- | ------------ |
| 1962    | République arabe unie (Le Caire)   | Égypte        | Soudan        | Maroc        |
| 1964    | Maroc (Casablanca)                 | Égypte        | Maroc         | Palestine    |
| 1965    | Tunisie (Tunis)                    | Maroc         | Tunisie       | Algérie      |
| 1968    | Maroc (Casablanca)                 | Sénégal       | Maroc         | Centrafrique |
| 1970    | République arabe unie (Alexandrie) | Égypte        | Sénégal       | Tunisie      |
| 1972    | Sénégal (Dakar)                    | Sénégal       | Égypte        | Mali         |
| 1974    | République centrafricaine (Bangui) | Centrafrique  | Sénégal       | Tunisie      |
| 1975    | Égypte (Alexandrie)                | Égypte        | Sénégal       | Soudan       |
| 1978    | Sénégal (Dakar)                    | Sénégal       | Côte d'Ivoire | Égypte       |
| 1980    | Maroc (Rabat)                      | Sénégal       | Côte d'Ivoire | Maroc        |
| 1981    | Somalie (Mogadiscio)               | Côte d'Ivoire | Égypte        | Somalie      |
| 1983    | Égypte (Alexandrie)                | Égypte        | Angola        | Sénégal      |
| 1985    | Côte d'Ivoire (Abidjan)            | Côte d'Ivoire | Angola        | Égypte       |
| 1987    | Tunisie (Tunis)                    | Centrafrique  | Égypte        | Angola       |
| 1989    | Angola (Luanda)                    | Angola        | Égypte        | Sénégal      |
| 1992    | Égypte (Le Caire)                  | Angola        | Sénégal       | Égypte       |
| 1993    | Kenya (Nairobi)                    | Angola        | Égypte        | Sénégal      |
| 1995    | Algérie (Alger)                    | Angola        | Sénégal       | Nigeria      |
| 1997    | Sénégal (Dakar)                    | Sénégal       | Nigeria       | Angola       |
| 1999    | Angola (Luanda)                    | Angola        | Nigeria       | Égypte       |
| 2001    | Maroc (Casablanca)                 | Angola        | Algérie       | Égypte       |
| 2003    | Égypte (Alexandrie)                | Angola        | Nigeria       | Égypte       |
| 2005    | Algérie (Alger)                    | Angola        | Sénégal       | Nigeria      |
| 2007    | Angola                             | Angola        | Cameroun      | Cap-Vert     |
| 2009    | Libye                              | Angola        | Côte d'Ivoire | Tunisie      |
| 2011    | Madagascar                         | Tunisie       | Angola        | Nigeria      |
| 2013    | Côte d'Ivoire                      | Angola        | Égypte        | Sénégal      |
| 2015    | Tunisie (Tunis)                    | Nigeria       | Angola        | Tunisie      |
| 2017    | Tunisie Sénégal                    | Tunisie       | Nigeria       | Sénégal      |
| 2021    | Rwanda (Kigali)                    | Tunisie       | Côte d'Ivoire | Sénégal      |
| 2025    | Angola                             |               |               |              |

### Médailles par pays
| Position | Pays          | · Or | · Argent | · Bronze | Total |
| 1        | Angola        | 11   | 4        | 2        | 17    |
| 2        | Sénégal       | 5    | 6        | 6        | 17    |
| 3        | Égypte        | 5    | 6        | 6        | 17    |
| 4        | Tunisie       | 3    | 1        | 4        | 8     |
| 5        | Côte d'Ivoire | 2    | 4        | 0        | 6     |
| 6        | Centrafrique  | 2    | 0        | 1        | 3     |
| 7        | Nigeria       | 1    | 4        | 3        | 8     |
| 8        | Maroc         | 1    | 2        | 2        | 5     |
| 9        | Algérie       | 0    | 1        | 1        | 2     |
| 9        | Soudan        | 0    | 1        | 1        | 2     |
| 11       | Cameroun      | 0    | 1        | 0        | 1     |
| 12       | Palestine     | 0    | 0        | 1        | 1     |
| 12       | Cap-Vert      | 0    | 0        | 1        | 1     |
| 12       | Somalie       | 0    | 0        | 1        | 1     |
| 12       | Mali          | 0    | 0        | 1        | 1     |

### Titre de meilleur joueur
| Année | Meilleur joueur                 |
| ----- | ------------------------------- |
| 1980  | Badara Fall                     |
| 1999  | Lamine Diawara[réf. nécessaire] |
| 2001  | Miguel Lutonda                  |
| 2003  | Miguel Lutonda                  |
| 2005  | Boniface N’Dong,                |
| 2007  | Joaquim Gomes                   |
| 2009  | Joaquim Gomes                   |
| 2011  | Salah Mejri                     |
| 2013  | Carlos Morais                   |
| 2015  | Chamberlain Oguchi              |
| 2017  | Ike Diogu                       |
| 2021  | Makram Ben Romdhane             |